# ГЕС Ранджіт-Сагар
ГЕС Ранджіт-Сагар – гідроелектростанція на північному заході Індії у штаті Гімачал-Прадеш. Знаходячись між ГЕС Чамера I (вище по течії) та ГЕС Аппер-Барі-Доаб-Канал 1 (30 МВт), входить до складу каскаду на річці Раві, лівій притоці Чинабу, який в свою чергу є правою притокою річки Сатледж (найбільший лівий доплив Інду). В майбутньому після Ранджіт-Сагар буде розташовуватись ГЕС Шахпурканді I.
В межах проекту річку перекрили кам’яно-накидною/земляною греблею Thein висотою 160 метрів, довжиною 617 метрів та товщиною від 14 (по гребеню) до 669 (по основі) метрів, яка потребувала 21,9 млн м3 матеріалу. Вона утворила велике водосховище з площею поверхні 87,6 км2 та об'ємом 3,3 млрд м3 (корисний об’єм 2,3 млрд м3).
Зі сховища ресурс спотрапляє до пригреблевого машинного залу через два водоводи діаметром по 8,5 метра, які розгалужуються на чотири з діаметром по 5,2 метра. Основне обладнання станції становлять чотири турбіни типу Френсіс потужністю по 150 МВт, які працюють при напорі від 76 до 122 метрів (номінальний напір 100 метрів) та забезпечують виробництво 1540 млн кВт-год електроенергії на рік.